# Sindbad und das Auge des Tigers
Sindbad und das Auge des Tigers (Originaltitel: Sinbad and the Eye of the Tiger) ist ein Fantasyfilm aus dem Jahr 1977. Die britische Produktion entstand unter der Regie von Sam Wanamaker. In den Hauptrollen sind Patrick Wayne und Taryn Power zu sehen. Die Trickaufnahmen stammen von Ray Harryhausen.

## Handlung
Weltenbummler und Abenteurer Sindbad ist mit Schiff und Mannschaft auf dem Weg nach Charnak, um dort den hiesigen Thronfolger Prinz Kassim um die Hand von dessen Schwester Prinzessin Farah zu bitten. Doch in dem morgenländischen Königreich angekommen, erwartet ihn eine unangenehme Überraschung: Kassim wurde verflucht und in einen Pavian verwandelt. Verursacherin des Fluches ist Kassims böse Stiefmutter Zenobia, eine Zauberin, welche mit der Aktion ihrem eigenen Sohn Rafi auf den Thron helfen will.
Rettung verspricht nur Melanthius, ein weiser, alter Eremit, der den Fluch aufheben kann. Er lebt mit seiner Tochter Dione vor der phrygischen Küste auf der Insel Casgar. Sindbad, der die Hochzeit mit Farah aufschieben muss, bricht mit seiner Mannschaft, Farah und Kassim auf, um den Eremiten aufzusuchen. Doch auch Zenobia und Rafi sind ihnen auf den Fersen und machen den Seefahrern mit allerlei Gefahren und Monstern die Reise schwer.
Am Ende gelangen alle Akteure beim Einsiedler an. Zusammen machen sie eine Reise in das sagenumwobene Land Hyperborea, zum Schrein der Arimaspen, einem uralten Volk. Es kommt zum Duell mit den Bösewichtern, bei dem Rafi ums Leben kommt. Kassim erhält seine menschliche Gestalt zurück. Zenobia verwandelt sich daraufhin in einen Säbelzahntiger, welchen Sindbad nach zähem Kampf besiegt. Der Fluch ist gebrochen, Sindbad und Farah können heiraten.

## Produktion
- Laut Harryhausen in seiner Autobiografie "Ray Harryhausen: An Animated Life" (New York, 2004) war der vorangegangene Sindbad-Film "Sindbads gefährliche Abenteuer" ein "durchschlagender Erfolg" und ebnete den Weg für die Produktion von "Sindbad und das Auge des Tigers". Unter Einbeziehung nicht verwendeter Elemente aus dem vorherigen Film, insbesondere der Figur des Prinzen, der sich in einen Affen verwandelt, schrieb Harryhausen im Mai 1974 einen fünfzehnseitigen Handlungsentwurf zur Genehmigung durch Schneer. Der Drehbuchautor Beverley Cross wurde hinzugezogen, um ein vollständiges Treatment zu schreiben, das dann bei Columbia Pictures eingereicht wurde. Nachdem Columbia das Treatment genehmigt hatte, wurde das erste Drehbuch am 2. Dezember 1974 fertiggestellt; das endgültige Drehbuch wurde am 9. Juni 1975 vorgelegt.
- Während das Drehbuch noch in der Entwicklung war und noch bevor die Hauptdarsteller gecastet worden waren, begann Harryhausen im Winter 1974 mit den ersten Dreharbeiten (Sindbads Wanderung durch die gefrorene Polarlandschaft) in den Picos de Europa. Er verwendete lange Aufnahmen von Statisten in dicken Mänteln und machte Standbilder, die bei den späteren Dreharbeiten im Studio für die Hintergründe verwendet wurden. Auch bei den Dreharbeiten in der Felsenstadt Petra (Jordanien), das als Melanthius' Heimat erscheint, wurden, um Geld zu sparen und die Darsteller nicht nach Jordanien einfliegen zu müssen, Totalen mit Statisten gedreht, die wie die Darsteller gekleidet waren, und Aufnahmen, die die Darsteller im Studio vor Hintergrundbildern zeigten.
- Die eigentlichen Dreharbeiten begannen am 16. Juni 1975. Die Stadt Ávila wurde für "Charak" verwendet, und Manzanares stand für "Hyperborea". In Toledo fand man eine Synagoge aus dem zwölften Jahrhundert, die als Thronsaal diente, und die Küste von Almería war der Schauplatz für den Palast von Zenobia. Aufgrund von Kostenüberschreitungen wurde die Produktion im September 1975 in die Nähe von Mdina auf Malta verlegt, wo u. a. der maltesische Flugzeughangar und ein Meerestank im Rinalla-Filmstudio gedreht wurden, wie im Film Comment Magazine vom November/Dezember 1977 erwähnt.
- Nach Fertigstellung der eigentlichen Dreharbeiten arbeitete Ray Harryhausen von Oktober 1975 bis März 1977 an den Stop-Motion-Sequenzen. Die Spezialeffekte wurden erneut mit dem Namen Dynarama beworben.
- Patrick Wayne, der Sohn der Schauspiellegende John Wayne, übernahm die Titelrolle nach der Absage von John Phillip Law. Bevor sie Patrick Wayne für die Rolle des "Sindbad" auswählten, zogen die Produzenten mehrere Schauspieler in Betracht, darunter Michael York, Franco Nero, Timothy Dalton und Michael Douglas.
- Für die Rolle der "Zenobia" waren Patricia Neal und Jean Seberg im Gespräch, bevor die Rolle Bette Davis angeboten wurde, deren Gage aber zu teuer war. In einem Interview in der November/Dezember-Ausgabe 1977 von Film Comment erklärte Harryhausen, dass Margaret Whitings Darstellung der "Zenobia" ursprünglich ohne Akzent gefilmt wurde, aber Schneer und Harryhausen beschlossen später, dass Zenobia eine zusätzliche Dimension brauchte, um ihren Charakter bedrohlicher zu machen, und so wurde Margaret dazu gebracht, alle ihre Zeilen mit einem dicken, mysteriösen Akzent neu aufzunehmen und zu synchronisieren.
- "Dione" wurde von Taryn Power gespielt, der jüngsten Tochter von Tyrone Power.
- "Rafi"-Darsteller Kurt Christian tauchte bereits in Sindbads gefährliche Abenteuer als tollpatschiger Matrose "Haroun" auf.
- Der 2,21 m große Peter Mayhew trug einen Anzug aus Fiberglas, um "Minaton" in mehreren Hintergrundszenen darzustellen, was dazu beitrug, die Animationskosten zu senken. Er wurde wenig später im Fellkostüm als Chewbacca in Krieg der Sterne bekannt.
- Mit einem Budget von 7 Millionen US-Dollar war es die bislang teuerste Produktion von Charles H. Schneer und Ray Harryhausen. Es war die dritte Sindbad-Verfilmung der Columbia nach Sindbads 7. Reise und Sindbads gefährliche Abenteuer. Er startete am 15. Juli 1977 in den deutschen Kinos.

## Synchronisation
| Rolle            | Darsteller        | Synchronsprecher         |
| ---------------- | ----------------- | ------------------------ |
| Sindbad          | Patrick Wayne     | Christian Brückner       |
| Prinzessin Farah | Jane Seymour      | Evamaria Miner           |
| Zenobia          | Margaret Whiting  | Sigrid Lagemann          |
| Rafi             | Kurt Christian    | Frank Glaubrecht         |
| Prinz Kassim     | Damien Thomas     | Joachim Kemmer           |
| Dione            | Taryn Power       | Dagmar Biener            |
| Melanthius       | Patrick Troughton | Arnold Marquis           |
| Zabid            | Bernard Kay       | Heinz Theo Branding      |
| Maroof           | Salami Coker      | Claus Jurichs            |
| Hassan           | Nadim Sawalha     | Joachim Pukaß            |
| Balsora          | Bruno Barnabe     | Martin Hirthe            |
| Aboo-Seer        | David Sterne      | Friedrich Georg Beckhaus |

## Kritiken
„Märchenhafter, reichlich einfältiger Abenteuerfilm, der allenfalls durch seine Trickaufnahmen verblüffen kann.“

## Auszeichnungen
Saturn Award 1978
- Bester Stop-Motion-Animationsfilm
- nominiert
  - Bester Fantasyfilm
  - Beste Spezialeffekte: Ray Harryhausen
  - Beste Kostüme: Cynthia Tingey
  - Beste Nebendarstellerin: Margaret Whiting